# ピラシカーバ
ピラシカーバ (Piracicaba [piɾɐsiˈkabɐ, piˌɾasiˈkabɐ]) は、ブラジルのサンパウロ州にある基礎自治体。

## 概要
市名はトゥピ語で「魚の休息地」を意味する。市街中心部をパラナ川支流のピラシカーバ川が流れる。

## スポーツ
サッカークラブのECキンゼ・デ・ノヴェンブロ（通称キンゼ・デ・ピラシカーバ）が本拠地を置いている。

## 出身者
- ラファエル・アパレシード・エリスバン - サッカー選手
- アマラオ - サッカー選手
- ジョゼ・アルタフィーニ - サッカー選手
- ガブリエウ・モイゼース・アントゥネス・ダ・シウヴァ - サッカー選手
- アントニオ・ウィルソン・オノリオ - サッカー選手

## 姉妹都市
- ポルトガル アマドーラ